# Energy Österreich
Energy Österreich (auch Energy Wien) ist ein privater Hörfunksender aus Österreich. Der Musiksender gehört zur internationalen NRJ Group. Energy (Österreich) sendet hauptsächlich aktuelle Musik aus den Charts.

## Programm
Der Sender sendet über die UKW-Frequenz 104,2 im Großraum Wien. Im November 2014 erhielt er die Zulassung für die Erweiterungsfrequenzen 90,5 in Mistelbach und 91,1 im Kreuttaler Ortsteil Hornsburg. Das Sendegebiet erstreckt sich neben dem Wiener Stadtgebiet über einen großen Teil Niederösterreichs. Im Norden ist er bis kurz vor Poysdorf, im Süden bis Neunkirchen, im Westen bis Pressbaum und im Osten bis Bratislava empfangbar. Weiters ist der Sender über das Wiener Kabelnetz und weltweit über einen Live-Stream hörbar. 
Die Schwestersender Energy Tirol und Energy Salzburg senden im Großraum Innsbruck, bzw. Salzburg ebenfalls über UKW. Ab 28. Mai 2015 nahm Energy Wien am Testbetrieb für den digitalen Radiostandard DAB+ in Wien und Umgebung teil, seit 28. Mai 2019 wird Energy Österreich im Regelbetrieb über den landesweiten Multiplex 5B ausgestrahlt.
Energy Österreich ist ein klassisches Formatradio im Contemporary-Hit-Radio-Format, kurz CHR. Der Fokus des Musikprogramms liegt dem Format entsprechend auf aktueller Chart-Musik, spezialisiert auf Pop Dance, Rhythmic Pop und modernen Rap. Der aktuelle Slogan des Senders ist "Hit Music Only – Immer die besten neuen Hits". Hauptzielgruppe ist laut Eigeneinschätzung des Senders ein "dynamisches, mobiles Stadtpublikum zwischen 25 und 39 Jahren".

## Geschichte und Beteiligungen
Der Radiosender startete seinen Sendebetrieb am 1. April 1998, passend zur Frequenz um 10:42 Uhr als Energy 104,2. An diesem Tag – als die bislang größte Liberalisierung am Österreichischen Radiomarkt in Kraft trat – gingen österreichweit mehr als ein Dutzend Privatsender erstmals auf Sendung, darunter vier Sender in Wien.
1999 erstattete die Medienbehörde in Wien Anzeige gegen den Sender, weil seine Beteiligungsverhältnisse nicht dem österreichischen Privatradiogesetz entsprachen. Der Axel-Springer-Verlag war mit 37 % beteiligt – laut Gesetz dürfen Zeitungsunternehmen lediglich 26 % Beteiligung an Privatradios unterhalten. Im Oktober 2000 gab der Springer-Verlag einen Großteil der Beteiligungen am Sender ab, 2003 zog er sich schließlich ganz aus dem Sender zurück. Die europäische NRJ-Gruppe, die vorher schon Mehrheitseigentümer war, übernahm die Springer-Anteile. Die Mehrheit am Sender hält die Gruppe seit 2002, seit der Münchner Filmhändler Herbert Kloiber, der auch am Privatfernsehsender ATV maßgeblich beteiligt war, seine Anteile abgab.
2015 gewann Dori Bauer den Österreichischen Radiopreis als beste Moderatorin.

## Sendungen
| Sendungsname          | Inhalt | Moderatoren                                  |
| --------------------- | --- | -------------------------------------------- |
| Energy Kickstart      | Montag bis Freitag von 6 Uhr bis 10 Uhr | David Schindelböck & Alina Rauch             |
| Energy bei der Arbeit | Montag bis Freitag von 10 Uhr bis 15 Uhr I Stars, Lifestyle und über 40 Minuten Hits Nonstop                                                     | Kevin Piticev                                |
| Energy Homerun        | Montag bis Donnerstag von 15 Uhr bis 20 Uhr (Freitag bis 19 Uhr) I Infos die Wien bewegen, Events, Gaming-Updates & über 40 Minuten Hits nonstop | Leni Kämpfer, Mimi Winter, Gary Altmann      |
| Energy x Follow       | Dienstag von 20 Uhr bis 21 Uhr I Social Influence Show                                                                                           | Alina Rauch, Ilja Jay Lawal, Pedram Parsaian |
| Energy Club Files     | Freitag von 23 Uhr bis Mitternacht, Samstag von 20 Uhr bis 21 Uhr                                                                                | Flip Capella                                 |
| Energy am Wochenende  | Samstag von 10 Uhr bis 16 Uhr I Stars, Lifestyle, die Themen der Woche und über 40 Minuten Hits nonstop                                          | Anna Clara Grüssinger, Valy Puri             |
| Energy Euro Hot 30    | Samstag von 18 bis 20 Uhr I Die meistgespielten 30 Tracks aller europäischen Energy-Stationen                                                    | Dani Heiß                                    |
| Energy Extravadance   | Samstag von 21 Uhr bis 5 Uhr, internationale DJs wie Robin Schulz, Martin Garrix, Tiësto und Don Diablo im Mix                                   | verschiedene DJs                             |

## Moderatoren
| Name                     | Sendung                      |
| ------------------------ | ---------------------------- |
| Anna Kratki              | Energy Kickstart (in Karenz) |
| Alina Rauch              | Energy Kickstart             |
| David Schindelböck       | Energy Kickstart             |
| Kevin Piticev            | Energy bei der Arbeit        |
| Alina Rauch              | Energy Homerun               |
| Miriam Winter            | Energy Homerun               |
| Leni Kämpfer             | Energy Homerun               |
| Gary Altmann             | Energy Homerun               |
| Anna Clara Grüssinger    | Energy am Wochenende         |
| Valy Puri                | Energy am Wochenende         |
| Flip Capella             | Energy Club Files            |
| Lydia Krainz (in Karenz) | Energy News                  |
| Annick Seidel            | Energy News                  |
| Lina Oppolzer            | Energy News                  |
| Paul Schmidgruber        | Energy News                  |
| Niki Neuweg              | Energy News                  |

## Schwestersender
Seit dem 22. September 2008 existiert im Großraum Innsbruck der Sender Energy Tirol (auch Energy Innsbruck). Seit dem 1. Juli 2009 gibt es in Salzburg auf der Frequenz 94,0 mit Energy Salzburg eine weitere NRJ-Zweigstelle. Beide Schwestersender werden wie der Wiener Muttersender von der N&C Privatradio Betriebs GmbH betrieben.

## Reichweite
Laut aktuellem Radiotest 2023_4 erreicht ENERGY österreichweit knapp 220.000 Hörerinnen und Hörer täglich. In Wien hat ENERGY eine Tagesreichweite von 10,1 % in der Kernzielgruppe Montag bis Sonntag, 14- bis 49-Jährige. Österreichweit kommt ENERGY in der Kernzielgruppe auf 4,5 % und ist damit die Nummer 3 unter allen privaten Sendern in Österreich.